# Mistaria leucopyga
Mistaria leucopyga là một loài nhện trong họ Agelenidae.
Loài này thuộc chi Mistaria. Mistaria leucopyga được miêu tả năm 1883 bởi Pavesi.